# Rivian R1S

El Rivian R1S es un SUV todoterreno de tamaño completo totalmente eléctrico fabricado por Rivian Automotive. Las entregas a los clientes comenzaron en 2022. El Rivian R1S debutó como modelo prototipo mostrado en 2018. Está diseñado para transportar siete pasajeros y acelerar de 0 a 60 mph (0 a 97 km/h) en 3 segundos, debido a sus 835 hp de energía. Comparte el 91 por ciento de sus componentes con el Rivian R1T. El chasis plano y de centro de gravedad bajo de Rivian lo convierte en un "monopatín de vehículo eléctrico". Rivian ha recaudado $ 1.3 mil millones en nuevos fondos para esto y el camión R1T. Cada rueda tiene un motor de cubo de rueda separado, lo que permite una carga de remolque de 3,5 toneladas. El vehículo está equipado para la conducción semiautónoma según el nivel 3 y está diseñado para el tráfico rodado y la conducción todoterreno.

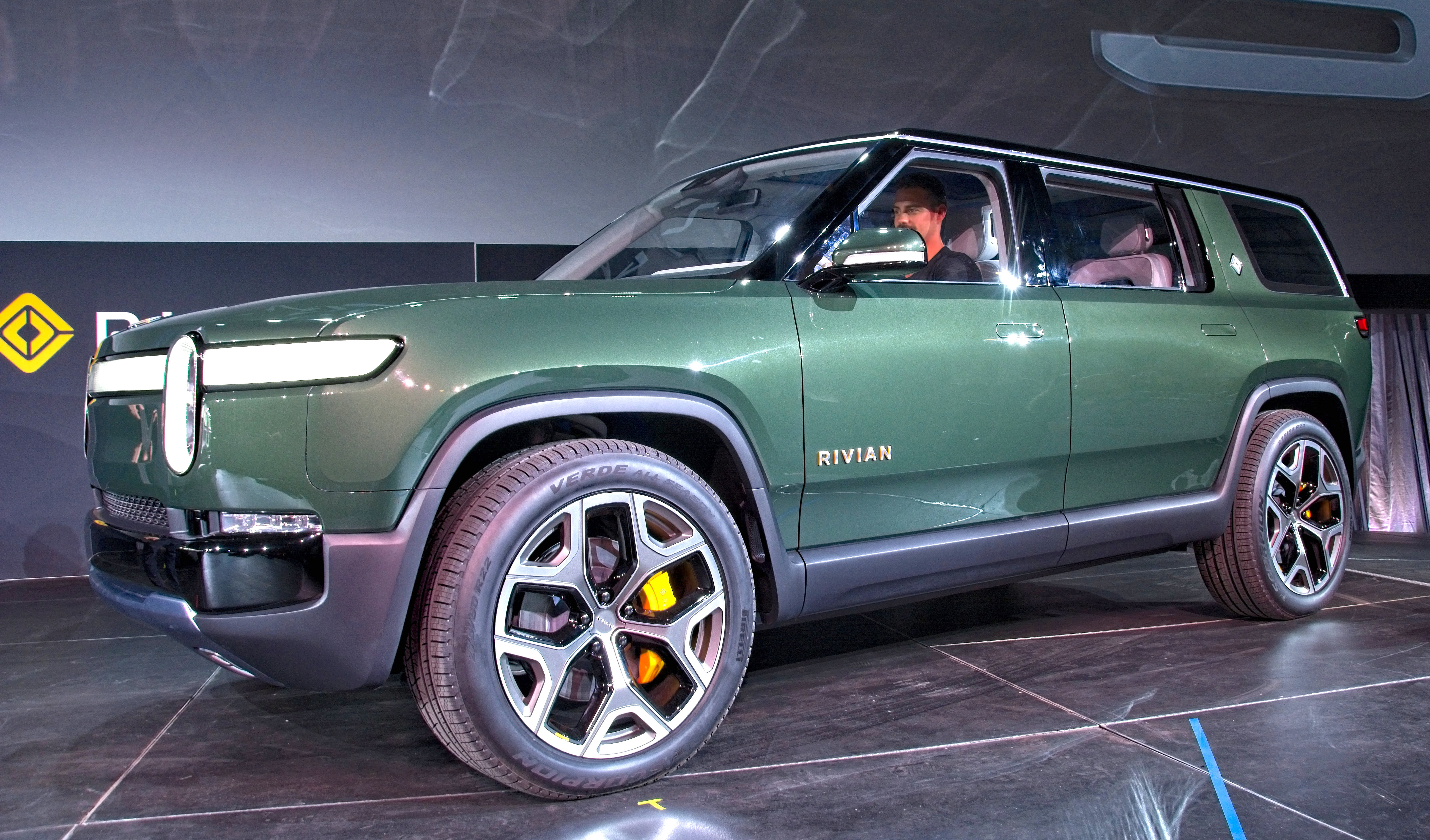
Rivian R1S

- Datos: Q59310393
- Multimedia: Rivian R1S / Q59310393